# Warchalking

Symbole używane w warchalkingu

Warchalking – oznaczanie miejsc, w których dostępne są sieci bezprzewodowe.
Słowo to pochodzi z języka angielskiego i powstało jako połączenie  W.A.R. czyli Wireless Access Revolution (Rewolucja bezprzewodowego dostępu) oraz chalk (kreda). Oznaczanie odbywa się za pomocą specjalnych symboli, które rysowane są kredą na murach, ulicach czy słupach.